# Hitachi HD64180

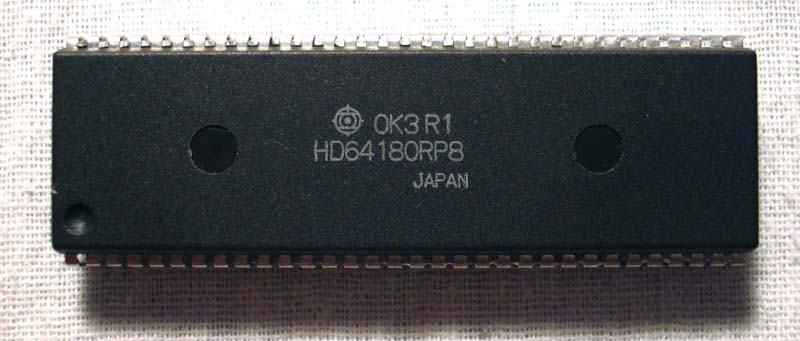
Hitachi HD64180 DIL64

De HD64180 is een door het Japanse Hitachi ontworpen processor. Deze processor is gebaseerd op en compatibel met de Z80-processor van Zilog. De HD64180 beschikt verder over een geïntegreerde geheugenbeheereenheid (Engels: memory management unit, afgekort tot MMU).